# テレビ大好き!
『テレビ大好き!』（テレビだいすき）は、1984年10月8日から1985年8月30日までTBSで放送されていた番宣番組である。

## 概要
毎日さまざまな芸能人たちが出演し、当時TBSが放送していた番組やそれ以前の番組について語っていたミニ番組。TBSの19時台では初の帯番組となった。
番組は基本的に毎週月曜 - 金曜 19:58 - 20:00 （日本標準時）に放送されていたが、同時間帯に期首特別番組やプロ野球ナイター中継（19:00 - 20:51）が編成される日には20:51 - 20:54 （正式な開始時刻は20:52）に繰り下げていた。年末年始編成の時期には放送を休止していた。
| TBS 月曜19:58枠                                                                                  | TBS 月曜19:58枠                                           | TBS 月曜19:58枠                                           |
| 前番組                                                                                           | 番組名                                                    | 次番組                                                    |
| ------------------------------------------------------------------------------------------------ | --------------------------------------------------------- | --------------------------------------------------------- |
| クイズ天国と地獄 （1982年10月4日 - 1984年9月24日） ※19:30 - 20:00 【木曜19:20枠へ移動・拡大】    | テレビ大好き! （月曜） （1984年10月8日 - 1985年8月26日）  | ことばのプリズム（月曜） （1985年9月2日 - 1989年6月26日） |
| TBS 火曜19:58枠                                                                                  |                                                           |                                                           |
| ぴったし カン・カン （1975年10月7日 - 1984年9月25日） ※19:30 - 20:00 【火曜19:20枠へ移動・拡大】 | テレビ大好き! （火曜） （1984年10月9日 - 1985年8月27日）  | ことばのプリズム（火曜） （1985年9月3日 - 1986年9月）     |
| TBS 水曜19:58枠                                                                                  |                                                           |                                                           |
| ぼくたちの疾走 （1984年5月9日 - 1984年9月26日） ※19:30 - 20:00                                   | テレビ大好き! （水曜） （1984年10月10日 - 1985年8月28日） | ことばのプリズム（水曜） （1985年9月4日 - 1989年6月28日） |
| TBS 木曜19:58枠                                                                                  |                                                           |                                                           |
| わかるかな?ワールドジェスチャー （1984年4月12日 - 1984年9月27日） ※19:30 - 20:00                 | テレビ大好き! （木曜） （1984年10月11日 - 1985年8月29日） | ことばのプリズム（木曜） （1985年9月5日 - 1989年6月29日） |
| TBS 金曜19:58枠                                                                                  |                                                           |                                                           |
| 野生の王国 （1975年4月4日 - 1984年9月28日） ※19:30 - 20:00 【金曜19:20枠へ移動・拡大】           | テレビ大好き! （金曜） （1984年10月12日 - 1985年8月30日） | ことばのプリズム（金曜） （1985年9月6日 - 1989年6月30日） |